# Tropidurus xanthochilus
Tropidurus xanthochilus är en ödleart som beskrevs av  Harvey och GUTBERLET 1998. Tropidurus xanthochilus ingår i släktet Tropidurus och familjen Tropiduridae. Inga underarter finns listade i Catalogue of Life.